# Heterosternuta laeta
Heterosternuta laeta är en skalbaggsart som först beskrevs av John Henry Leech 1948.  Heterosternuta laeta ingår i släktet Heterosternuta och familjen dykare. Inga underarter finns listade i Catalogue of Life.